# Anonychonitis freyi
Anonychonitis freyi е вид насекомо от семейство Листороги бръмбари (Scarabaeidae). Видът е почти застрашен от изчезване.

## Разпространение
Разпространен е в Южна Африка.